# A te îndrăgosti la prima vedere

A te îndrăgosti la prima vedere este un film american de comedie romantică din 2023, regizat de Vanessa Caswill⁠(d) și scris de Katie Lovejoy, bazat pe romanul din 2011 Probabilitatea Statistică a Dragostei la Prima Vedere de Jennifer E. Smith⁠(d). În rolurile principale joacă Haley Lu Richardson⁠(d), Ben Hardy⁠(d), Dexter Fletcher⁠(d), Rob Delaney⁠(d), Sally Phillips⁠(d) și Jameela Jamil⁠(d). Filmul a avut premiera pe Netflix pe 15 septembrie 2023.

## Poveste
Pe 21 decembrie, la aeroportul JFK, naratorul o introduce pe Hadley Sullivan, în vârstă de 20 de ani. Studentă americană care întârzie adesea din cauza telefonului descărcat, Hadley ratează zborul spre Londra și este reprogramată pe următorul.
La o stație de încărcare, Hadley îl întâlnește pe studentul britanic de 22 de ani, Oliver Jones, care îi împrumută încărcătorul. Ei se înțeleg bine și decid să cineze împreună la food court. Hadley explică faptul că zboară la Londra pentru a doua nuntă a tatălui ei, Andrew, și este ambivalentă în privința deciziei acestuia de a se recăsători la doar câțiva ani după divorțul de mama ei. Oliver dezvăluie că studiază inferența statistică și că realizează un proiect de cercetare nespecificat. Deoarece acesta cară un sac de haine, Hadley presupune că merge și el la o nuntă, ceea ce el nu contestă.
După îmbarcare, Hadley și Oliver se despart, dar el descoperă că centura de siguranță este stricată, așa că este mutat pe locul de lângă Hadley. Petrec zborul îndrăgostindu-se.
După aterizare, Oliver îi dă lui Hadley numărul său de mobil pentru a-l putea contacta, dar telefonul ei se descarcă și ea pierde numărul. Fără nicio modalitate de a-l găsi, Hadley merge la nuntă, ajungând chiar înainte de începerea acesteia. Deși se luptă cu decizia tatălui ei de a se recăsători, Hadley este impresionată de bunătatea și considerația logodnicei sale, Charlotte.
După ceremonie, Hadley îi aude pe niște prieteni de familie spunându-i lui Charlotte că vor pleca mai devreme pentru a participa la un serviciu comemorativ. După ce aude câteva detalii, Hadley își dă seama rapid că Oliver a venit de fapt la Londra pentru a participa la comemorarea mamei sale, nu la o nuntă. Hadley decide spontan să meargă și ea, deoarece recepția nunții nu începe timp de patru ore.
Între timp, Luther, fratele lui Oliver, îl ia de la aeroport pentru a merge la ceremonia comemorativă cu tematică Shakespeare. Acolo, el se reunește cu tatăl său, Val, și cu mama sa, Tessa, care este în viață, dar suferă de cancer pulmonar terminal și vrea să participe la propria sa comemorare. Oliver îi spune că este nefericit că ea refuză să urmeze tratamentul, dar Tessa subliniază că, chiar și cu tratament, ar muri totuși, așa că preferă să o facă simțindu-se ea însăși.
Hadley găsește cu succes serviciul comemorativ, unde îi întâlnește pe familia lui Oliver. După ce își depășește confuzia inițială privind faptul că Tessa este încă în viață, îl găsește în cele din urmă pe Oliver.
Oliver este bucuros să o vadă pe Hadley și încearcă să-și minimalizeze sentimentele față de moartea mamei sale. Când ea insistă să fie sincer și să nu folosească statistici pentru a raționaliza situația, Oliver izbucnește. Hadley pleacă stânjenită, deși el își cere scuze, așa că se despart în termeni negativi.
Ulterior, Oliver susține elogiu pentru Tessa. În acesta, el recunoaște că a încercat să-și măsoare viața în numere pentru a o înțelege mai bine. Cu toate acestea, nu poate reduce prezența și semnificația mamei sale la simple statistici.
Între timp, Hadley își dă seama că și-a uitat rucsacul la comemorare și încearcă să se întoarcă pe jos la recepția nunții, dar se rătăcește. Împrumută un telefon și îl sună pe tatăl ei, care o ia împreună cu Charlotte.
Andrew o laudă pe Hadley pentru că a riscat și a mers să-l vadă pe Oliver și îi oferă închidere în ceea ce privește sentimentele ei despre divorțul lui de mama ei. Atât el, cât și Charlotte își cer scuze pentru că entuziasmul lor de a o implica pe Hadley în nunta lor a pus involuntar presiune pe ea. Tatăl și fiica se împacă și merg împreună la recepție.
După comemorare, familia lui Oliver îl tachinează pe acesta în legătură cu Hadley, dar Oliver insistă că este inutil să o urmărească, deoarece șansele ca relația lor să funcționeze sunt mici. Găsind rucsacul lui Hadley, ei găsesc invitația la nuntă a lui Andrew în interior și îl încurajează pe Oliver să meargă să o vadă. Val îi spune că, chiar dacă ar fi știut că Tessa va muri în cele din urmă de cancer, nu ar fi făcut nimic diferit, iar familia pornește să o găsească pe Hadley.
Oliver o găsește pe Hadley la recepție și își recunoaște cele mai mari trei frici: germenii, întunericul și surprizele, din cauza diagnosticului de cancer al mamei sale. Ea îi oferă apoi o surpriză plăcută, sărutându-l. Când Hadley îl întreabă pe Oliver ce cercetează, el îi dezvăluie că este probabilitatea statistică a dragostei la prima vedere.
Naratorul dezvăluie apoi că Hadley și Oliver vor rămâne împreună pentru tot restul vieții, că se vor căsători timp de 58 de ani și vor avea o fiică.

## Distribuție
- Haley Lu Richardson⁠(d) ca Hadley Sullivan
- Ben Hardy⁠(d) ca Oliver Jones
- Rob Delaney⁠(d) ca Andrew Sullivan
- Katrina Nare ca Charlotte
- Jameela Jamil⁠(d) ca naratorul
- Luke Whoriskey ca Raleigh
- Tom Taylor⁠(d) ca Luther Jones
- Dexter Fletcher⁠(d) ca Val Jones
- Sally Phillips⁠(d) ca Tessa Jones

## Producție
În noiembrie 2020, Haley Lu Richardson⁠(d) s-a alăturat distribuției filmului, cu Vanessa Caswill⁠(d) regizând după un scenariu de Katie Lovejoy, bazat pe romanul din 2011, Probabilitatea Statistică a Dragostei la Prima Vedere de Jennifer E. Smith⁠(d), cu Richardson, urmând să servească și ca producător executiv. În ianuarie 2021, Ben Hardy⁠(d), Dexter Fletcher⁠(d), Rob Delaney⁠(d), Sally Phillips⁠(d) și Jameela Jamil⁠(d) s-au alăturat distribuției filmului, iar filmările principale au început în aceeași lună.

## Lansare
În aprilie 2022, Netflix a cumpărat drepturile mondiale pentru film. A te îndrăgosti la prima vedere a avut premiera pe Netflix pe 15 septembrie 2023.

## Recepție
Pe site-ul agregator de recenzii Rotten Tomatoes, 73% din cele 48 de recenzii ale criticilor sunt pozitive, cu un rating mediu de 6,3/10. Consensul site-ului este următorul: „A te îndrăgosti la prima vedere obține multe puncte din trucul său narativ excentric și din chimia dintre cei doi protagoniști atrăgători; deși este subminat oarecum de un scenariu lipsit de strălucire, acesta este totuși un film romantic deasupra mediei în general.” Pe Metacritic, filmul are un scor mediu ponderat de 55 din 100 pe baza recenziilor a 11 critici, indicând „recenzii mixte sau medii”.